# Zoë Më
Zoë Anina Kressler (Basilea, 6 de octubre de 2000), conocida profesionalmente como Zoë Më, es una cantante y compositora suiza.

## Carrera
Kressler nació en Basilea y vivió en Alemania antes de mudarse a Friburgo con su familia en 2009. Comenzó a escribir sus propias canciones a los diez años y es conocida por su estilo único de poesía-pop, que combina alemán y francés, así como pop y chanson.
En 2024, Kressler ganó los premios RTS Artiste Radar y SRF 3 Best Talent, anteriormente ganados por artistas como Nemo o Marius Bear. A lo largo de su carrera, ha actuado en prestigiosos eventos, incluido el Festival de Jazz de Montreux y el escenario Luzern Live, además de haber sido artista invitada en giras con Remo Forrer y Joya Marleen.
El 5 de marzo de 2025, la Sociedad Suiza de Radiodifusión (SRG SSR) anunció que Kressler representaría a Suiza en el Festival de la Canción de Eurovisión 2025, en Basilea, con la canción «Voyage».
Kressler acabó en la 10.ª posición con un total de 214 puntos, recibiendo 22 veces la máxima puntuación del jurado (12 puntos), pero 0 puntos en el televoto.

## Discografía

### EP
- Le Loup (2024)
- Dorienne Gris (2024)

### Sencillos
- Bärenbrüder (2018)
- Endlose Strasse (2019, con Pablo)
- Itsuko (2020)
- Aimée (2020)
- Fallende Tänzer (2020)
- Kartenhaus (2020)
- Das Lied der Leichtigkeit (2021)
- Ok (2023)
- Lied ohne Ende (2023)
- Liste der Interdits (2024)
- Overdose (2024)
- Voyage (2025)